# Opra Szabó Zsófia
Opra Szabó Zsófia (Zirc, 1981. február 14. –) díszlet-, jelmez- és bábtervező, rendező.
Édesapja Opra Szabó István szobrászművész volt.
Érettségi után a THÉBA Művészeti Szakközépiskolában bábtervezést tanult, majd 2006-2011 között a Magyar Képzőművészeti Egyetem látványtervező szakát végezte el.
(2013-15) kétéves mesterkurzuson vett részt a University of Alberta (Kanada, Edmonton) Dráma tanszékén.
Edmontonban él.

## Fontosabb munkái
A Színházi adattárban regisztrált bemutatóinak száma: bábtervező: 5, díszlettervező: 10, jelmeztervező: 9.
- A béka és a szegénylegény díszlettervező, bábtervező
- A doktor úr, jelmez
- A halhatatlanság országa, bábok
- A Hullámos és a Nimfa, jelmez
- A huszárból lett király díszlettervező, bábtervező
- A színházcsináló, jelmez
- Ágytörténetek, jelmez, díszlet
- Ahol az álmokat foglyul ejtették, jelmez
- Amphitryon, színész
- Conversation full of Salt, jelmez
- Credo, jelmez
- Enyhe fájdalom, jelmez, díszlet
- Harc a szalamandrákkal, látvány
- Kippkopp és Tipptopp, díszlettervező
- Kippkopp gyerekei, tervező
- Koromfekete, jelmez, díszlet
- Mágnás Miska, jelmez
- Makbett, jelmez
- Nils Holgersson, tervező
- Pikáns történet, jelmez
- RetourAuNoir, jelmez, díszlet
- Süsü, a sárkány díszlettervező, bábtervező